# Willoughby Goddard
Willoughby Goddard (* 4. Juli 1926 in Bicester, Oxfordshire; † 11. April 2008) war ein britischer Schauspieler.

## Leben
Seinen ersten Auftritt als Schauspieler hatte Goddard am Oxford Playhouse Theater 1943. Goddard war zeit seines Lebens stark übergewichtig; dies schränkte ihn zwar bei der Rollenwahl ein, trotzdem war er sowohl in Fernsehen, Kino wie auch am Theater über 40 Jahre lang erfolgreich tätig.
Hauptsächlich verkörperte Goddard in seinen Rollen Autoritätspersonen; er spielte oft Richter, Professoren, Bürgermeister oder Geschäftsführer. Am Theater spielte er häufig Stücke von Dickens (Oliver Twist) und Shakespeare (u. a. Othello, Was ihr wollt). 1963 spielte er am Broadway das Stück Oliver!.
Im Fernsehen trat er unter anderem in der Disney-Verfilmung von Return to Treasure Island und der Miniserie Die letzten Tage von Pompeji auf. Er war ein vielgebuchter Gastdarsteller in britischen Fernsehserien, von Geheimauftrag für John Drake über Simon Templar, Mit Schirm, Charme und Melone bis Mondbasis Alpha 1. Zudem spielte er 1958/1959 in 39 Episoden den Landvogt Gessler in der Fernsehserie The Adventures of William Tell.
Zu seinen Spielfilmrollen gehörte unter anderem die Steven-Spielberg-Produktion Das Geheimnis des verborgenen Tempels.

## Filmografie (Auswahl)
Kino
- 1962: Ist ja irre – der Schiffskoch ist seekrank (Carry On Cruising)
- 1966: Letzte Grüße von Onkel Joe (The Wrong Box)
- 1968: Der Angriff der leichten Brigade (The Charge of the Light Brigade)
- 1968: Der Satan mischt die Karten (Laughter in the Dark)
- 1985: Das Geheimnis des verborgenen Tempels (Young Sherlock Holmes)

Fernsehserien
- 1961: Geheimauftrag für John Drake (Danger Man)
- 1969: Mit Schirm, Charme und Melone (The Avengers)
- 1969: Simon Templar
- 1976: Die Füchse (The Sweeney)
- 1976: Mondbasis Alpha 1 (Space: 1999)
- 1978: Fünf Freunde (The Famous Five)
- 1983: Blackadder
- 1984: Die letzten Tage von Pompeji (The last Days of Pompeji)